# Todd Boehly
Todd Boehly (/boʊˈɛhliː/; sinh ngày 20 tháng 9 năm 1973) là một doanh nhân và nhà đầu tư người Mỹ. Ông là đồng sáng lập, chủ tịch, giám đốc điều hành của Eldridge Industries, một công ty holding có trụ sở tại Greenwich, Connecticut. Ông cũng là quyền CEO của Hollywood Foreign Press Association và đồng sở hữu kiêm chủ tịch câu lạc bộ đang thi đấu tại Giải bóng đá Ngoại hạng Anh Chelsea.